# Oettern
Oettern est une municipalité allemande du land de Thuringe, dans l’arrondissement du Pays-de-Weimar, au centre de l’Allemagne. En 2015, sa population est de 121 habitants.